# Glacier Romanche
Pour les articles homonymes, voir Romanche (homonymie).
Le glacier Romanche est un glacier de la cordillère Darwin situé dans le parc national Alberto de Agostini, dans la région de Magallanes et de l'Antarctique chilien, au Chili. Un torrent émissaire du front glaciaire se déverse sous forme de cascade dans un fjord peu marqué du canal Beagle (bras nord-est).
Il porte le nom du navire de la marine française La Romanche de l'expédition pluridisciplinaire française de la mission scientifique du cap Horn (1882-1883) sous le commandement du capitaine Louis-Ferdinand Martial.